# 兵庫県立こどもの館
兵庫県立こどもの館（ひょうごけんりつこどものやかた）は兵庫県姫路市にある大型児童館（A型児童館）。幼児教育センターを併設している。1989年7月に開館した。

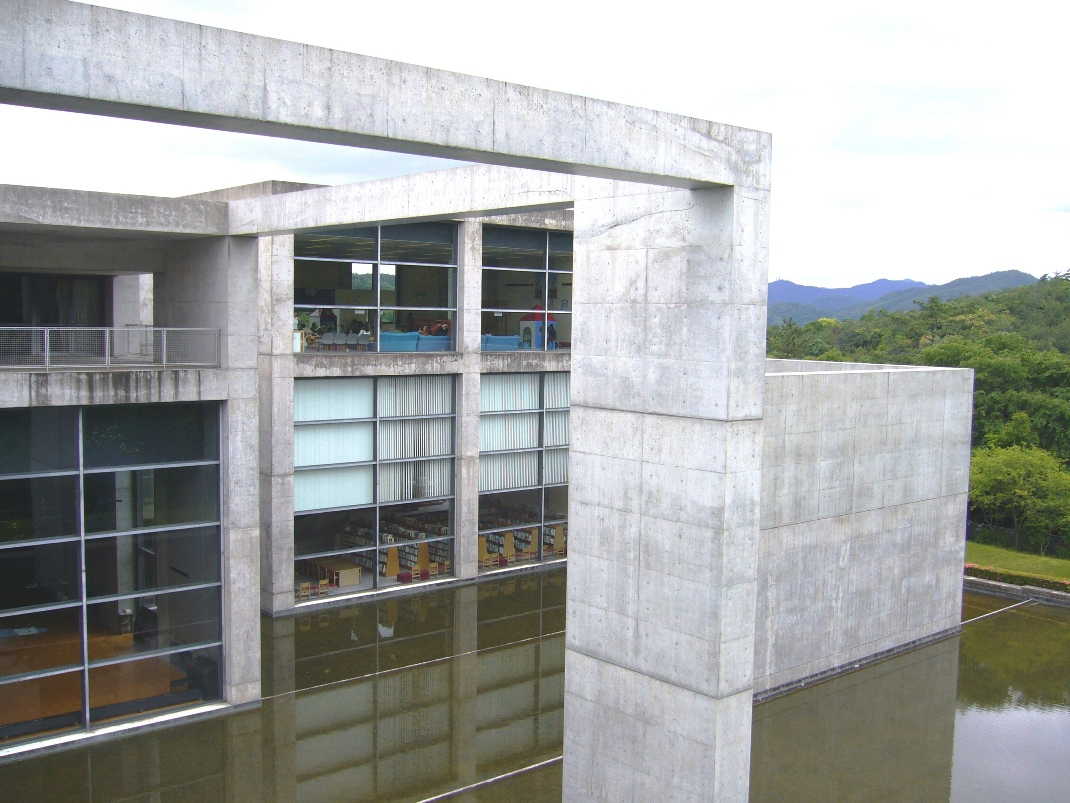
兵庫県立こどもの館・本館

姫路市北西部の「桜山エリア」に位置し、近隣には日本最大級プラネタリウムがある総合科学館「姫路科学館」、天体観測施設をもつ科学系児童館（B型児童館）「星の子館」、姫路市自然観察の森などがある。桜山エリアの各施設はプログラム等を共同で行うなど協力関係にある。兵庫県の所管するA型児童館としては唯一のものであり、大型児童館としても当館と星の子館の2館のみである。また兵庫県児童館連絡協議会の会長館であり、関連機関・関連団体との連絡調整や児童館職員の研修等も行っている。

## 施設
- 案内所
- 研修室
- 親子遊戯室
- 子育てふれあい広場
- 屋外劇場
- 事務室
- 作品展示室
- 企画展示室
- 展望ロビー
- 展望広場
- 多目的ホール
- 円形劇場
- 児童図書室
- 実習室
- 体験学習コーナー
- おはなしのへや
- お弁当広場
- 木とのふれあいワールド
- 野外広場

## 建築概要
- 設計 - 安藤忠雄
- 竣工 - 1989年
- 本館 - SRC、地上3階地下1階建、延床面積7,006.69m2
- 工作館 - RC、地上2階建、延床面積168.52m2
- 所在地 - 〒671-2233 兵庫県姫路市太市中915-49
- 備考 - 第32回BCS賞受賞（1991年）

## 交通アクセス
- JR 姫路駅から神姫バス「こどもの館前」下車すぐ
- 山陽自動車道山陽姫路西インターチェンジから姫路西バイパスに入り、相野出屋敷ランプから側道を経て市道白鳥15号線に入る。
- 姫路バイパス 太子東ランプから国道2号方面に入り、「青山西」交差点を左折、道なりに進み姫路市立青山小学校方面へ。